# Élections législatives françaises de 1852
Les élections législatives françaises de 1852 ont lieu les 29 février et 14 mars 1852 en France, afin d'élire la première législature du Corps législatif, chambre basse du parlement mise en place par la constitution du 14 janvier 1852. Elles prennent place à la fin de la Deuxième République, après le coup d'État du 2 décembre 1851, au cours duquel Louis-Napoléon Bonaparte, président de la République en exercice, a dissout l'Assemblée nationale.
Ces élections donnent la quasi-totalité des 261 sièges aux candidats officiels bonapartistes. L'assemblée ainsi élue est la toute dernière de la Deuxième République (jusqu'au 2 décembre 1852) et la première du Second Empire (jusqu'aux élections de 1857).

## Contexte historique
Les élections des membres du corps législatif interviennent en février 1852, un peu plus de deux mois après le coup d'État du 2 décembre 1851 et du plébiscite du 21 décembre, qui a ratifié le coup d'État et conféré à Louis-Napoléon Bonaparte le pouvoir de rédiger une nouvelle constitution. C'est chose faite avec la constitution du 14 janvier 1852, qui remplace l'Assemblée nationale législative unique par un parlement bicaméral, composé du Corps législatif et du Sénat.
Pour ces premières élections du nouveau régime, les préfets ont reçu les consignes de mettre l'administration au service des candidats officiels, depuis les juges de paix jusqu'aux gardes-champêtres et aux cantonniers. L'administration utilise donc tous les moyens possibles pour faciliter l'élection du candidat officiel que ce soit par l'octroi de subventions, de faveurs, de décorations mais aussi de bourrage d'urnes, de menaces contre les candidats adverses et de pressions exercés par les notables sur leurs dépendants. Si ces pratiques ne sont en fait pas nouvelles pour avoir eu lieu sous la Monarchie constitutionnelle, cette fois, elles sont généralisées.

## Modalités électorales
Le nouveau régime électoral est précisé par deux décrets du 2 février 1852, qui accordent le droit d'être électeur à tout homme de 21 ans ayant été domicilié 6 mois au même endroit. Le scrutin uninominal majoritaire à deux tours par arrondissement est adopté de préférence au scrutin de liste en vigueur sous la Deuxième République. Parmi les dispositions les plus innovatrices et remarquées figure celle qui établit les bureaux de vote dans chaque commune, et non plus au chef-lieu de canton, comme c'était le cas depuis 1848. L'historien Maurice Agulhon note que cette innovation « en facilitant et familiarisant […] la pratique du vote, ne pouvait que contribuer à l'éducation civique de l'électeur, ce qui se produira en effet peu à peu au long du Second Empire ».

## Résultats

### Analyse
Lors de ces élections, les candidats officiels obtiennent 5 220 000 voix contre 811 000 aux divers candidats d'oppositions, le tout sur un total d'environ 6 230 000 suffrages exprimés. Cela conduit à l'élection de 253 députés bonapartistes contre 8 opposants, répartis entre 5 monarchistes et 3 républicains.
Les élus sont pour la plupart des hauts fonctionnaires, des membres des professions libérales, des hommes de loi, des industriels, des membres du monde des affaires ou des propriétaires fonciers. Ce ne sont pas tous des inconditionnels de Louis-Napoléon Bonaparte ou de l'évolution vers une restauration de l'Empire. Les authentiques bonapartistes ne représentent pour leur part qu'un tiers des députés élus ; pour le reste des candidats officiels, une bonne moitié est issue de l'orléanisme, les autres étant d'origines et d'allégeances diverses — on y trouve notamment les descendants des grands dignitaires du Premier Empire (Hervé de Caulaincourt, Napoléon Suchet, Étienne de Cambacérès par exemple) et des familiers du prince-président et des ministres. Ceci s'explique par le fait que les bonapartistes ne sont pas assez nombreux pour remplir à eux seuls le Corps législatif : le gouvernement a donc dû faire appel à du personnel politique déjà en place, orléaniste notamment, pour ses candidatures officielles.
Les opposants qui parviennent à se faire élire doivent prêter serment de fidélité à la constitution et au président de la République s'ils veulent siéger. En conséquence, les 3 députés républicains élus, Hippolyte Carnot, Eugène Cavaignac et Jacques-Louis Hénon, qui refusent de prêter serment, ne siégeront pas dans la nouvelle assemblée.

### Résultats détaillés
|                           |                           |                           |           |       |        |     |
| Parti                     | Parti                     | Parti                     | Voix      | %     | Sièges | +/- |
|                           | Bonapartistes             | Bonapartistes             | 5 218 602 | 86,55 | 253    | Nv. |
|                           |                           | Légitimistes              | 810 962   | 13,45 | 5      | Nv. |
|                           | Républicains              | 3                         | 810 962   | 13,45 | Nv.    |     |
| Total Opposition          | Total Opposition          | 8                         | 810 962   | 13,45 | Nv.    |     |
|                           |                           |                           |           |       |        |     |
| Suffrages exprimés        | Suffrages exprimés        | Suffrages exprimés        | 6 029 564 | 96,89 |        |     |
| Votes blancs et invalides | Votes blancs et invalides | Votes blancs et invalides | 193 419   | 3,11  |        |     |
| Total                     | Total                     | Total                     | 6 222 983 | 100   | 261    | 61  |
| Abstentions               | Abstentions               | Abstentions               | 3 613 060 | 36,73 |        |     |
| Inscrits / participation  | Inscrits / participation  | Inscrits / participation  | 9 836 043 | 63,27 |        |     |